# تشارلز إيغن
تشارلز إيغن هو عالم وظائف الأعضاء وعالم كندي، ولد في 1921 في Tottenham, Ontario ‏ في كندا، وتوفي في 11 مارس 2010 في أوتاوا في كندا.